# Gayton (Staffordshire)
Gayton es una parroquia civil y un pueblo del distrito de Stafford, en el condado de Staffordshire (Inglaterra).

## Geografía
Según la Oficina Nacional de Estadística británica, Gayton tiene una superficie de 6,24 km².

## Demografía
Según el censo de 2001, Gayton tenía 167 habitantes (53,29% varones, 46,71% mujeres) y una densidad de población de 26,76 hab/km². El 14,37% eran menores de 16 años, el 77,25% tenían entre 16 y 74, y el 8,38% eran mayores de 74. La media de edad era de 43,65 años. Del total de habitantes con 16 o más años, el 19,58% estaban solteros, el 73,43% casados, y el 6,99% divorciados o viudos.
Todos los habitantes eran blancos y originarios del Reino Unido. El cristianismo era profesado por el 82,63%, mientras que el 9,58% no eran religiosos y el 7,78% no marcaron ninguna opción en el censo. Había 63 hogares con residentes y ninguno vacío.